# Solanum spirale
Solanum spirale là loài thực vật có hoa trong họ Cà. Loài này được Roxb. miêu tả khoa học đầu tiên năm 1824.